# Gottorp Amt
Gottorp Amt var et amt i Hertugdømmet Slesvig (≈ Sønderjylland) før 1864.
Gottorp Amt bestod af seks herreder og et fogderi
- Strukstrup Herred (Struxdorfharde)
- Satrup Herred (Satrupharde)
- Mårkær Herred (Mohrkirchharde)
- Slis og Fysing Herred (Schliesharde og Füsingharde)
- Arns og Treja Herred (Arensharde og Treiaharde)
- Krop Herred (Kroppharde)
- Bollingsted Fogderi

Købstaden Slesvig stod indtil 1850 uden for amtets myndighed. Også godsdistrikterne i det østlige Angel (Angler Godsdistrikt) og på halvøen Svans (Svans Adelige Distrikt) samt Sankt Hans klosterdistrikt lå før 1853 uden for amtets myndighedsområde. Dele af Angels godsdistrikt blev i 1853 omdannet til Kappel Herred.
I 1639 udskiltes Sønder Gøs Herred, der blev overført til det de nydannede Husum Amt. I 1741 blev Hytten Herred udskilt fra Gottorp Amt som et selvstændigt amt. Indtil 1777 havde Gottorp Amt fælles amtmand med Mårkær Amt. I 1777 blev Mårkær Amt opdelt mellem andre amter.

## Amtmænd
Denne liste er ufuldstændig; hjælp gerne med at udfylde den.
- Omkr. 1442: Hartig Kule
- 1443-1461: Otto Split de grote Vaget van Gottorp
- Fra 1461: Claus Ratlow (Ratlau)
- Omkr. 1465: Heinrich Rantzau
- 1480-1483: Hans von Ahlefeldt
- 1483-1489: Wulf Sehested
- 1490-1491: Henneke Rantzau / Ritzenow
- 1493-1495: Jasper von Bockwold
- Til 1498: Otto Rantzau
- 1498-1508: Tonnies Rantzau
- 1510-1515: Otto Ritzenow
- 1515-1523: Claus von der Wisch
- 1523-1524: Heinrich von Ahlefeldt
- 1525-1532: Ditlev von Ahlefeldt
- 1533-1534: Ivan Jochimsen Reventlow
- 1534-1544: Jesper Rantzau
- Fra 1544: Henrik Rantzau
- 1550-1553?: Johan Rantzau eller Jacob Rantzau
- 1553?-1560: Henrik Rantzau
- 1560?-1562: Bertram Sehested
- 1562-1570: Moritz Rantzou / Rantzau
- 1571-1580?: Hans Blome
- 1577?-1580: Ove Rantzau (Hertuglig amtmand)
- 1580-1581: Vakant
- 1581-1586: Josias von Qualen
- 1587-1589: Sivert Rantzau
- 1589-1590: Claus Rantzau
- 1590-1590: Kay Rantzau (i 9 uger)
- 1591-1597: Heinrich Blome
- 1597-1601: Georg Sehested
- 1601-1611: Heinrich von Buchwald
- 1611-1612: Johan von Wower
- 1612-1616: Hertugen af Slesvig-Holsten-Gottorp
- 1616-1629: Godske Wensin
- 1629-1631: Egidius von der Lancken
- 1631-1646: Jörgen von der Wisch
- 1646-1652: Johannes Hecklauer (konstitueret)
- 1652-1658: Konrad von Wassenberg (konstituteret)
- 1658-1660: Jodokus Barenholz
- 1660-1665: Detlev von Ahlefeldt
- 1665-1671?: Johan Heinrich Kielman von Kielmanseck til Quernebek / Hans Heinrich Kielmann von Kielmannsegg
- 1671-1673: Heinrich Günther von Baudissin
- 1671-1679: Hans Adolph von Buchwald
- 1679-1684: Jasper von Buchwald til Muggesselde (første gang)
- 1684-1689: Grev Conrad Ditlevsen Reventlow
- 1689-1695: Jasper von Buchwald til Muggesselde (anden gang)
- 1695-1703: Frederik Rantzau
- 1703-1709: Christian August von Berckentin
- 1709-1714: Detlev Brokdorff til Saxdorf
- 1714-1721: Ditlev Vibe
- 1721-1741: Baron Wilhelm Moritz Münch von Buseck
- 1741-1746: Carl von Holstein
- 1746-1767: Bernt Hartwig von Plessen
- 1767-1770: Johan Henrik von Ahlefeldt
- 1770-1791: Joachim Ulrik v. Sperling
- 1791-1801: Ditlev Christian von Rumohr
- 1801-1813: Jørgen von Ahlefeldt
- 1813-1826: Adolph Wilhelm Schack von Staffeldt
- 1827-1831: Detlev Heinrich von Bülow
- 1831-1846: Ludvig Nicolaus von Scheele
- 1846-1850: Fridrich Nicolaus Adam Paul Ludvig friherre Liliencron
- 1850-1856: Mathias Davids
- 1856-1864: Ulrich Adolph von Holstein
- 1864-1865: Friedrich Ferdinand Karl Jacobsen